# Ниночка (спектакль)

Анастасия Шпаковская в роли Ниночки, 2007

Виталий Быков в роли Бранкова, Александр Жданович в роли Бибинского и Василий Гречухин в роли Иванова, спектакль «Ниночка», 2007

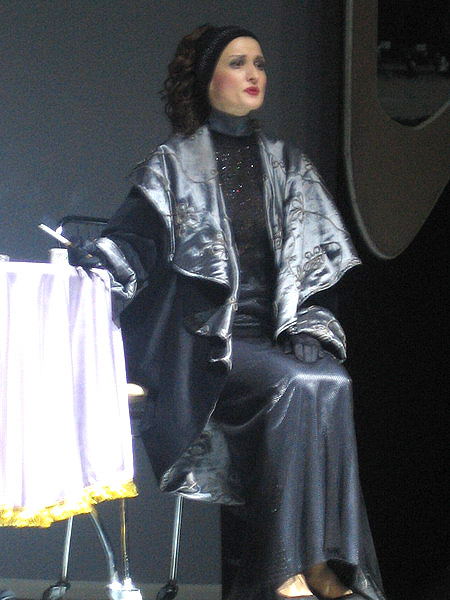
Оксана Лесная в роли Великой Княгини Ксении, 2007

«Ниночка» — спектакль, поставленный в 2006 году на сцене Национального академического драматического театра имени М. Горького в Минске режиссёром Борисом Луценко по пьесе французского драматурга Мельхиора Ланжьеля. Спектакль поставлен при содействии посольства Франции в Республике Беларусь. Сюжет пьесы в истории мирового театрального и киноискусства был воплощен только однажды — в 1939 году в фильме «Ниночка», снятом режиссёром Эрнстом Любичем, с участием в главной роли Греты Гарбо.
Спектакль «Ниночка» был представлен зрителю на XI международном театральном фестивале «Белая Вежа» (2006). По мнению театрального критика Татьяны Шеламовой «спектакль вызвал восторженные чувства у зрителей, но критика отнеслась к нему очень сдержанно».

## В ролях
- Ниночка — Анна Маланкина, Анастасия Шпаковская
- Леон — Сергей Чекерес
- Великая Княгиня Ксения — Оксана Лесная
- Бибинский — Александр Жданович
- Иванов — Василий Гречухин
- Бранков — Виталий Быков
- Краснов — Иван Мацкевич
- Рене — Владимир Глотов
- Ювелир — Александр Суцковер
- Судебный пристав — Владимир Курган
- Визовый служащий — Александр Брухацкий (заслуженный артист России)

## О спектакле
История началась на французском вокзале, когда Ниночка приехала исправлять ошибки своих коллег Бибинского, Иванова и Бранкова, которые не смогли продать фамильные драгоценности Великой Княгини Ксении. Но красота ночного Парижа, нежный свет луны и ласковые слова обаятельного Леона смогли одурманить принципиальную комсомолку: кожаный плащ и строгий взгляд исподлобья большевичка сменила на шикарное платье и приветливую улыбку. Вместо положенных двух дней Ниночка задержалась в Париже на шесть недель, что и стало причиной дальнейших неприятностей героини и её коллег. Любовь преодолела все преграды (в Париже иначе и не могло быть).

## Музыкальное сопровождение
Музыку написал современный белорусский композитор Олег Молчан, создав несколько оригинальных произведений к спектаклю: «Княгиня», «Сцена с пишущей машинкой», «Регтайм» и др. Художественное оформление Вениамина Маршака и танцевальное сопровождение под руководством Ольги Скворцовой.